# Alchemilla breviloba
Alchemilla breviloba — вид рослин з родини розових (Rosaceae), поширений у Білорусі, Росії (європейська частина та Сибір), Казахстані.

## Опис
Прикореневі листи ниркоподібні або округло-ниркоподібні, плоскі, сірувато-зелені, з обох сторін досить густо волосисті, лопаті короткі, принаймні у деяких листків на верхівці усічено притуплені. Суцвіття вузьке, компактне. Квітки приблизно 3 мм завдовжки.

## Поширення
Поширений у Білорусі, Росії (європейська частина та Сибір), Казахстані.